# Polizei (Serbien)

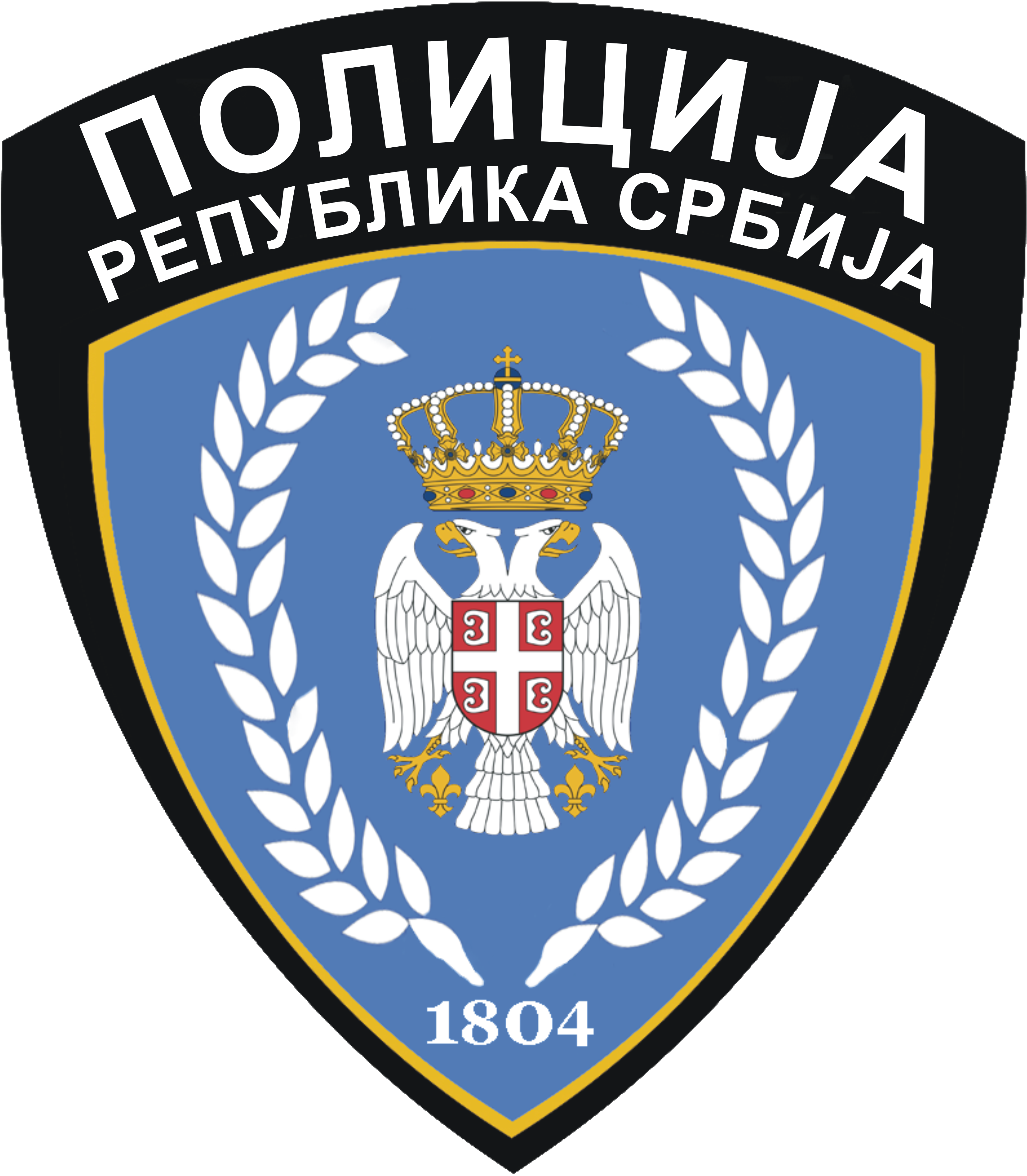
Emblem der serbischen Polizei

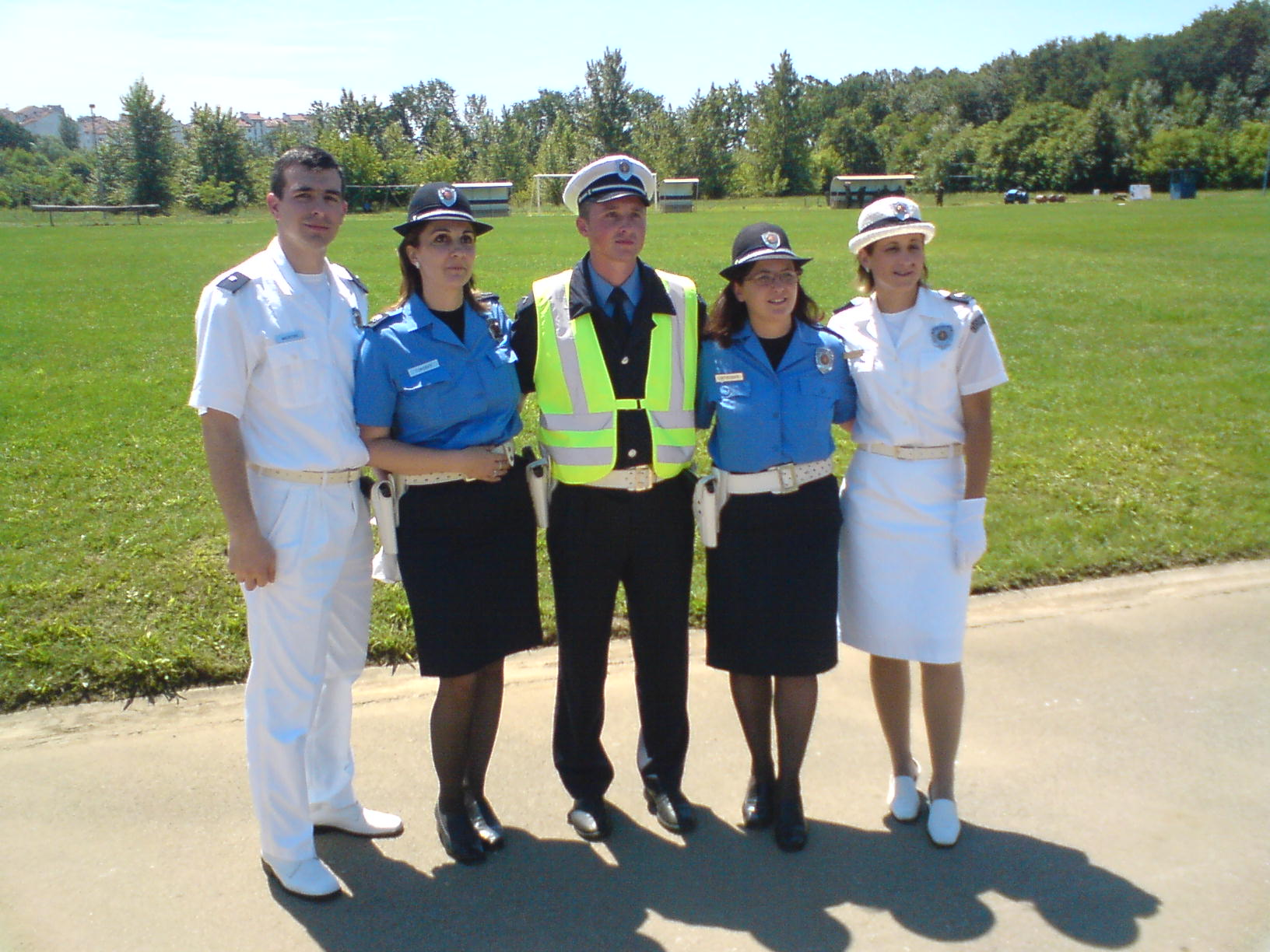
Mitglieder der Verkehrspolizei

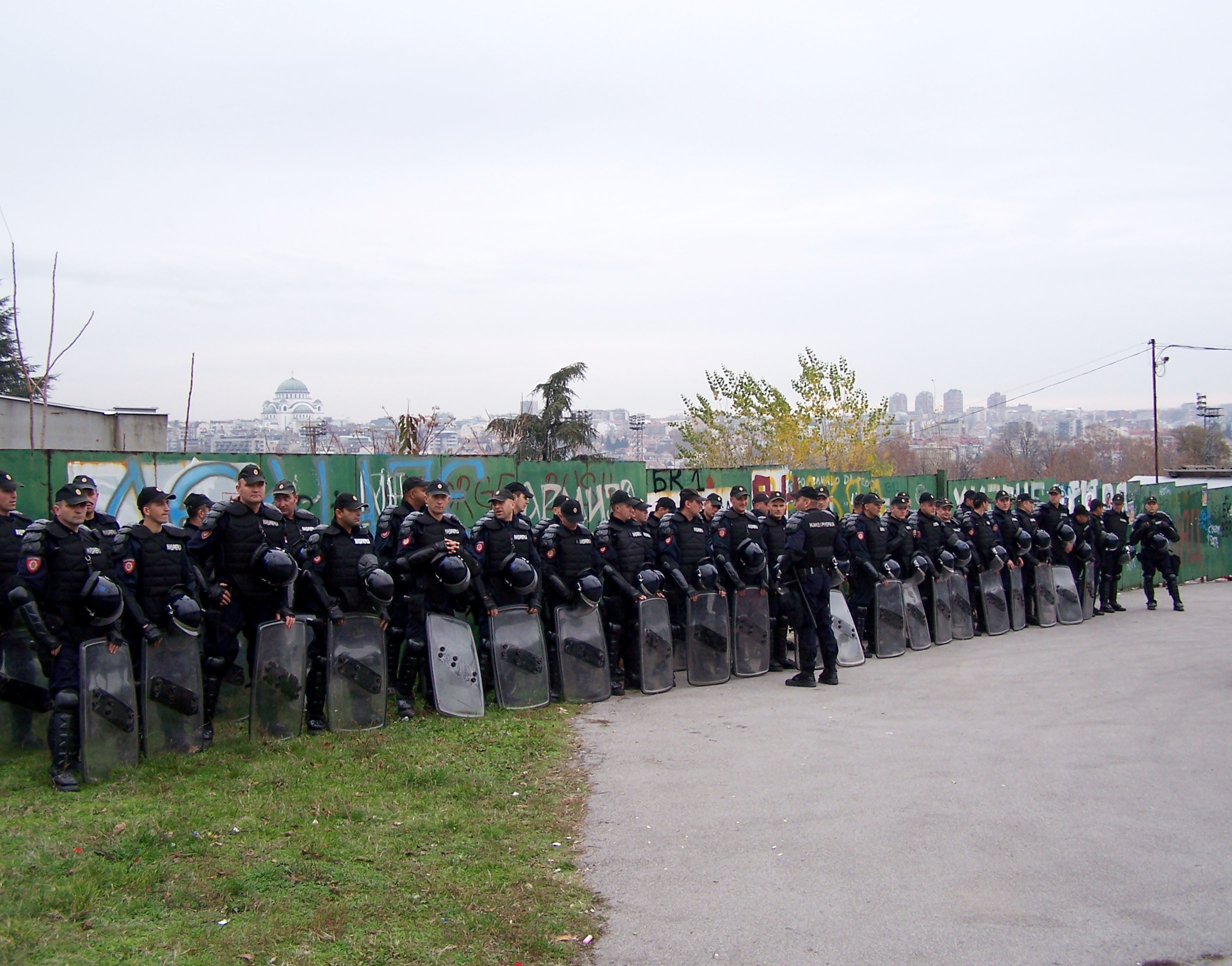
Bereitschaftspolizei

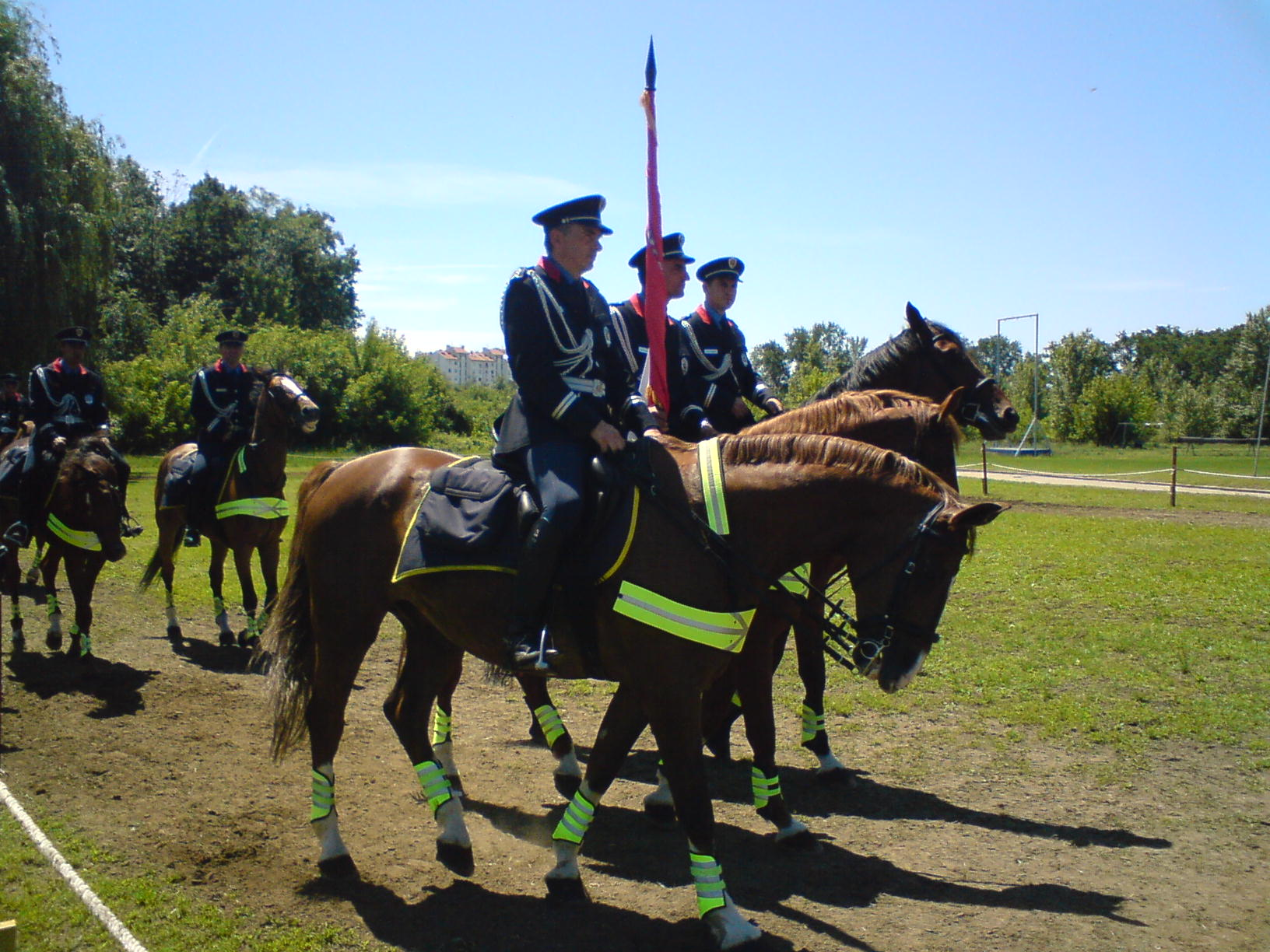
Berittene Polizei Belgrad

Die serbische Polizei (serbisch Полиција Србије Policija Srbije) ist ein Teil des Ministeriums für Innere Angelegenheiten (MUP), sie führt mit diesem die Öffentliche Verwaltung aus. Die Polizei und das Innenministerium vertreten bei ihrem Handeln die Rechtsordnung als Exekutive.
Unter den serbischen Polizisten versteht man häufig die uniformierten und nicht uniformierten Polizeibeamten, die Angestellten der öffentlichen Verwaltung und Mitglieder der Spezialeinheiten, wie zum Beispiel die Gendarmerie.

## Aufgaben
Unter den gemeinsamen Aufgaben der serbischen Polizei und des Innenministeriums gehören:
- Gefahrenabwehr, Unterbindung und Prävention gemeinsam mit den Sicherheitsbehörden,
- Hilfeleistung,
- Auskunftserteilung,
- Strafverfolgung,
- Verfolgung von Ordnungswidrigkeiten,
- Freies Geleit von Staatsgästen (Gefahrenabwehr),
- Verkehrsregelung,
- Schutz privater Rechte,
- Kontrolle der Staatsgrenzen,
  - Kontrolle der Bewegungen und des Aufenthalts in der Grenzzone,
  - Kontrolle von Bewegung und Aufenthalt von Ausländern,
- Erwerb, Besitz und Lagerung von Waffen und Munition,
- Produktion von Sprengstoffen, brennbaren Flüssigkeiten und Gasen,
- Schulung des Personals sowie andere Aufgaben, welche per Gesetz festgelegt werden.

Des Weiteren hat das Innenministerium die Aufgabe, in Zusammenarbeit mit den lokalen Polizeistellen, diverse Formalitäten über die Staatsbürgerschaft zu erledigen.
- Herausgabe der Nationalen Kennnummer des Bürgers (Jedinstveni matični broj građanina; JMBG),
- Herausgabe des Personalausweises,
- Herausgabe von Reisedokumenten.

## Organisation
Die serbische Polizei ist direkt dem Innenministerium unterstellt und wird von der Bevölkerung teilweise gleichgesetzt mit diesem. Die Generalpolizeidirektion betreibt fünf eigene Abteilungen:
- Ministerium für Innere Angelegenheiten (MUP)
  - Generalpolizeidirektion
    - Abteilung Organisation, Prävention und Kommunalpolizei
    - Abteilung für öffentliche Sicherheit und Ordnung und sonstige polizeiliche Angelegenheiten
    - Abteilung für Spezielle Aktionen, Interventionen der Polizeiformation, Verteidigungsvorbereitungen und Vorratsvorbereitung
    - Abteilung für Kontrolle der Rechtmäßigkeit der Arbeit
    - Abteilung für Teambildung, Verbesserung und Polizeiausstattung

Das Innenministerium ist im ganzen Land tätig und für die Durchsetzung des Staatsrechts zuständig. Dazu zählen Unternehmensrecht, Drogenhandel, Geldwäsche, Menschenhandel, Computerkriminalität, organisiertes Verbrechen, Zwangsprostitution, schwere Betrugsfälle und Terrorismusbekämpfung. Es vertritt bei ihrem Polizeilichen Handeln die Rechtsordnung als Exekutive. Somit ist das Innenministerium auch eine Polizei- und Strafverfolgungsbehörde.
Es gibt 161 Polizeidienststellen, 62 Grenzübergänge und 49 Verkehrspolizeidienststellen im ganzen Land.

## Ausbildung
Die Polizeiliche Ausbildung wird durch das Polizeitrainings-Center oder der Kriminal- und Polizeiakademie zur Verfügung gestellt.
Es gibt auch lokale Bildungszentren in:
- Makiš,
- Belgrad,
- Kula (Vojvodina),
- Klisa,
- Petrovo Selo,
- Jasenovo,
- Mitrovo Polje,
- Kuršumlijska Banja.

## Personal und Zahlen
Am 30. September 2006 zählte das Innenministerium insgesamt 42'740 Mitarbeiter. 80,04 % aller Mitarbeiter waren Männer und 19,96 % waren Frauen. Die Zahl der uniformierten Polizeibeamten bezifferte sich auf 26'527, davon sind 93,1 % Männer und 6,9 % Frauen.

## Fahrzeuge

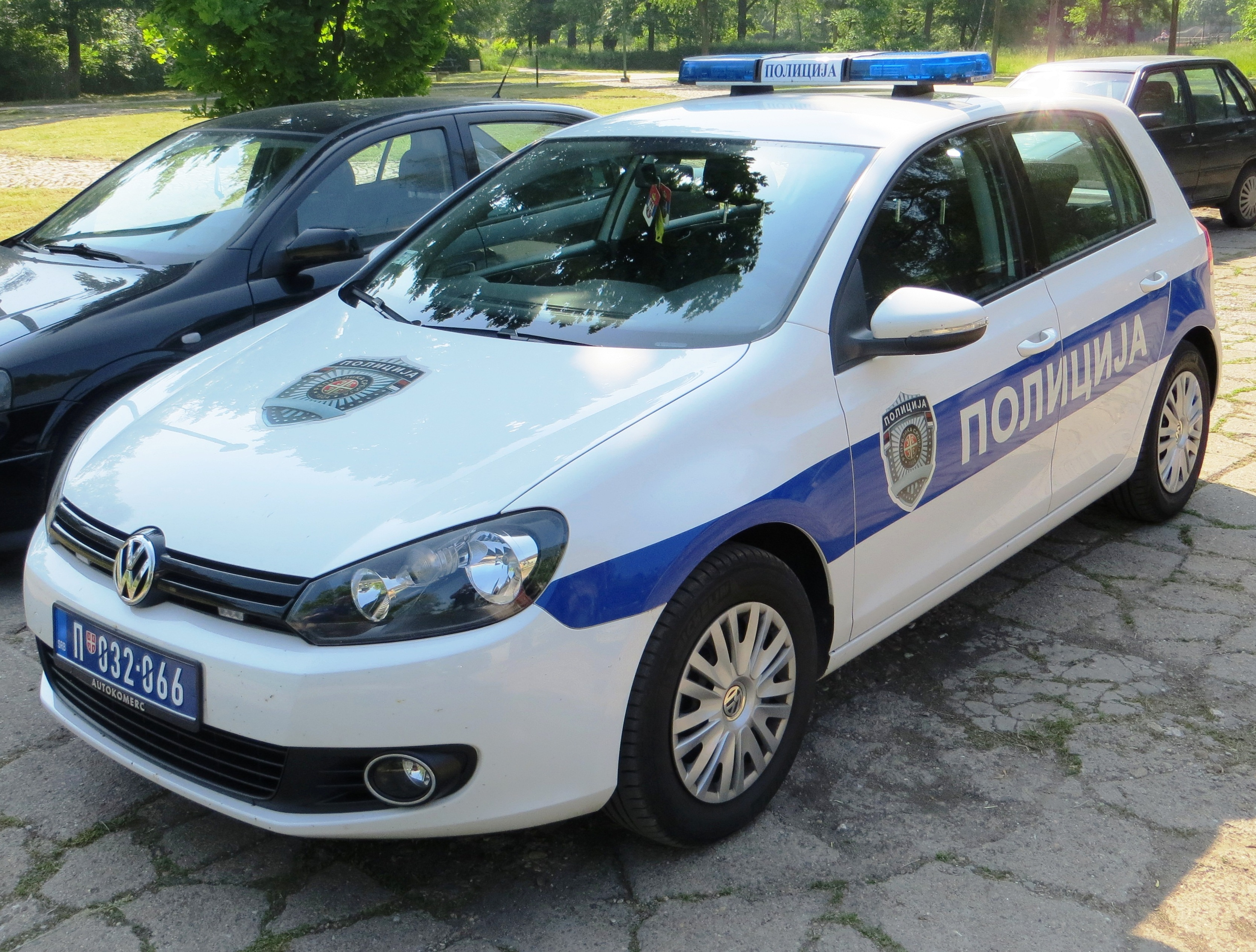
VW Golf VI Streifenwagen

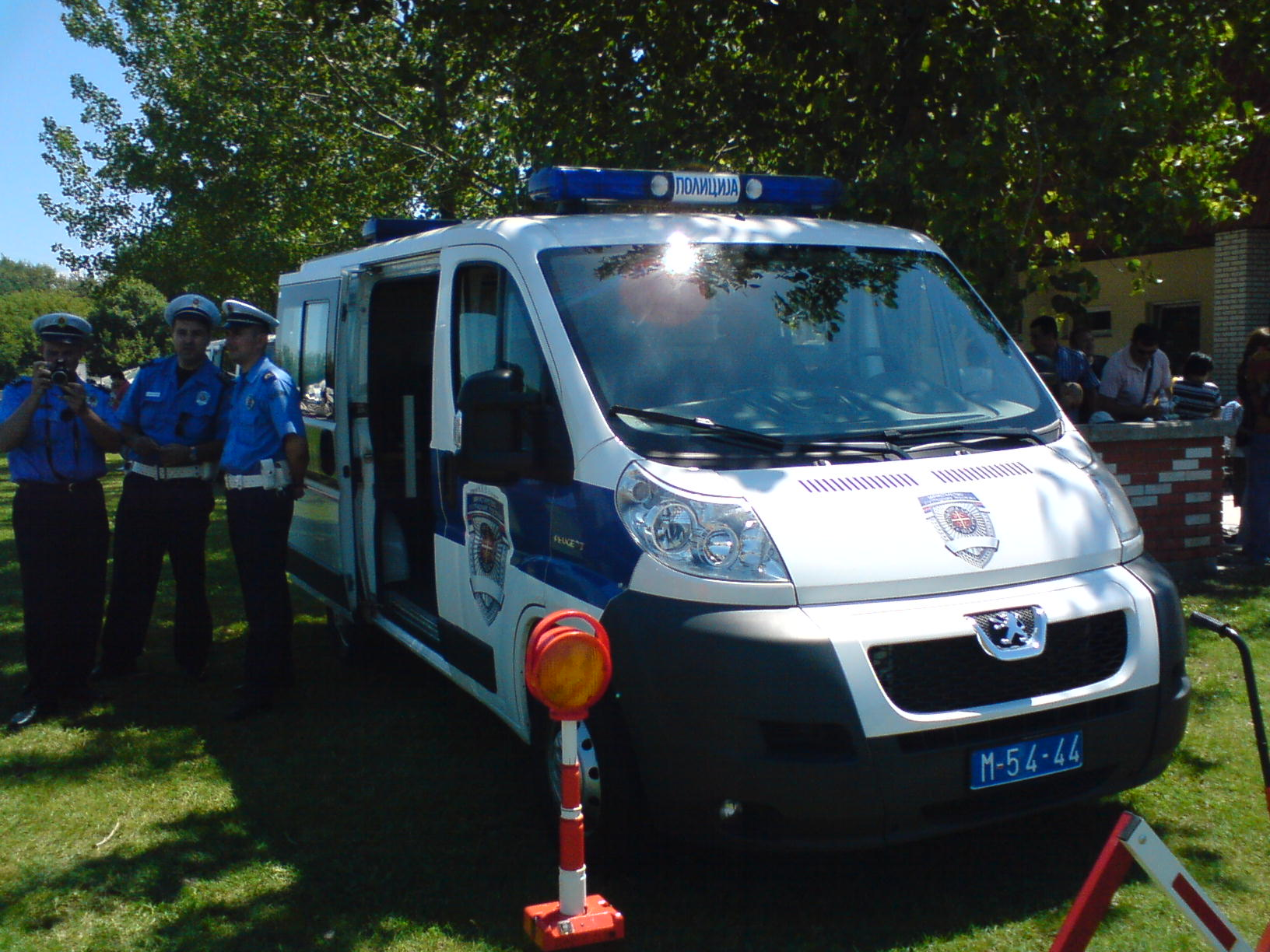
Peugeot Boxer Nutzfahrzeug

Die serbischen Polizeien nutzten als Dienstfahrzeuge überwiegend Fahrzeuge der Marke Peugeot und Fiat. Vereinzelt kommen auch Fahrzeuge anderer Hersteller zum Einsatz. Im Dienste sind folgende Fahrzeuge:
- Fiat Ducato III
- Fiat Punto
- Peugeot 307
- Peugeot 308
- Peugeot 206
- VW Passat
- VW Polo V
- VW Golf VI
- Mercedes-Benz G-Klasse
- BMW 3er
- BMW 5er
- Peugeot Boxer
- Mercedes-Benz Sprinter

### Luftfahrzeuge
- Bell 206 – 8 Stück aktiv
- Bell 212 – 3 Stück aktiv
- Aérospatiale SA 341/342 Gazelle – 10 Stück aktiv
- Sikorsky S-76 – 1 Stück aktiv

### Kfz-Kennzeichen

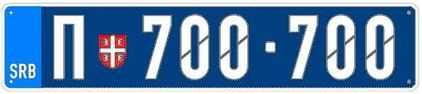
Aktuelles Polizeikennzeichen

Die aktuellen Polizeikennzeichen Serbiens wurden nach längerer Vorbereitung am 1. Januar 2011 eingeführt. Ursprünglich war die Einführung bereits im Juli 2009 geplant, wurde dann aber verschoben. Die Polizeikennzeichen sind, wie auch die normalen Kfz-Kennzeichen, dem europäischen Standard nachempfunden und entsprechen erstmals der Einheitsgröße von 520 mm × 110 mm. Die serbische Polizei nutzt Kennzeichen mit weißer Schriftfarbe auf blauem Grund. Sie zeigen nach dem kyrillischen Buchstaben П (P) zwei Ziffergruppen.

## Innenminister

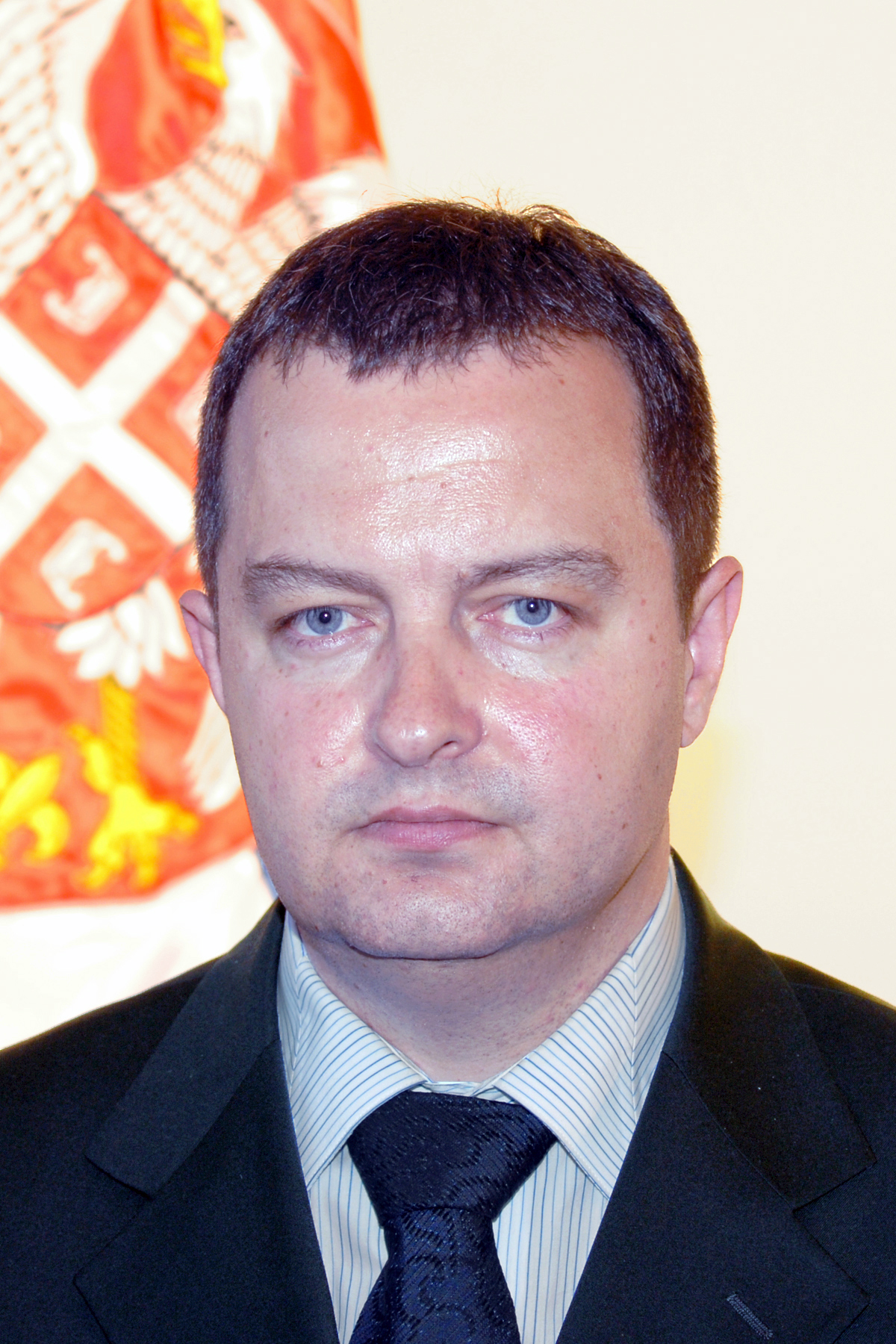
Ivica Dačić, aktueller Innenminister.

Der Leiter des Ministeriums für Innere Angelegenheiten (MUP) ist ein Minister. Der aktuelle Innenminister Ivica Dačić, führt diese Funktion seit dem 7. Juli 2008.

### Liste der Innenminister
| Nr. | Bild | Name                   | Amtszeit                          | unter Präsident                                                                     |
| --- | ---- | ---------------------- | --------------------------------- | ----------------------------------------------------------------------------------- |
| 1   |      | Milentije Popović      |                                   |                                                                                     |
| 2   |      | Moma Marković          | 1945–1946                         | Ivan Ribar                                                                          |
| 3   |      | Slobodan Penezić Krcun | 1946–1953                         | Ivan Ribar                                                                          |
| 4   |      | Vojin Lukić            |                                   |                                                                                     |
| 5   |      | Vladan Bojanić         |                                   |                                                                                     |
| 6   |      | Milisav Lukić          |                                   |                                                                                     |
| 7   |      | Životije Srba Savić    |                                   |                                                                                     |
| 8   |      | Slavko Zečević         |                                   |                                                                                     |
| 9   |      | Viobran Stanojević     |                                   |                                                                                     |
| 10  |      | Svetomir Lalović       |                                   |                                                                                     |
| 11  |      | Radmilo Bogdanović     | 11. Februar 1991–30. Mai 1991     |                                                                                     |
| 12  |      | Zoran Sokolović        | 30. Mai 1991–20. März 1997        |                                                                                     |
| 13  |      | Radovan Stojičić       | 20. März 1997–11. April 1997      |                                                                                     |
| 14  |      | Vlastimir Đorđević     | 11. April 1997–15. April 1997     |                                                                                     |
| 15  |      | Vlajko Stojiljković    | 15. April 1997–9. Oktober 2000    | Slobodan Milošević, Dragan Tomić (kommissarisch), Milan Milutinović.                |
| 16  |      | Mirko Marjanović       | 11. Oktober 2000–24. Oktober 2000 | Milan Milutinović, Nataša Mićić (kommissarisch), Dragan Maršićanin (kommissarisch). |
| 17  |      | Dušan Mihajlović       | 25. Januar 2001–3. März 2004      | Milan Milutinović, Nataša Mićić (kommissarisch), Dragan Maršićanin (kommissarisch). |
| 18  |      | Dragan Jočić           | 3. März 2004–7. Juli 2008         | Vojislav Koštunica, Boris Tadić.                                                    |
| 19  |      | Ivica Dačić            | 7. Juli 2008 – 27. Juli 2012      | Boris Tadić, Slavica Đukić Dejanović, Tomislav Nikolić                              |
| 20  |      | Ivica Dačić            | seit 27. Juli 2012                | Tomislav Nikolić                                                                    |